# Carbonia
Carbonia (sardinski: Carbònia, Crabònia) je grad i općina (comune) u pokrajini Južnoj Sardiniji u regiji Sardiniji, Italija. Nalazi se na nadmorskoj visini od 111 metar i ima populaciju od 28 581 stanovnika.
 Prostire se na teritoriju od 145,54 km². Gustoća naseljenosti je 196 st/km².
Susjedne općine su: Gonnesa, Iglesias, Narcao, Perdaxius, Portoscuso, San Giovanni Suergiu i Tratalias.